# Xạ đen
Dây gối (PHH), trước đây được các nhà khoa học được gọi là Xạ đen châu Âu  (danh pháp hai phần: Celastrus hindsii) là loài thực vật thuộc họ Celastraceae. Chúng được George Bentham miêu tả khoa học đầu tiên năm 1851. *** Tránh nhầm với cây xạ đen/xạ đen răng cưa trong dân gian là Ehretia dentata (Cùm cụm răng, PHH), xạ đen/xạ đen Hòa Bình - Ehretia asperula (Dót, PHH) và xạ đen Khánh Hòa - Ehretia sp. (có thể là E. macrophylla hoặc E. acuminata).
Cây xạ đen châu Âu còn có các tên gọi là bách giải, đồng triều, bạch vạn hoa, cây dây gối (thuộc Chi đây gối), hay quả nâu, hoặc cây ung thư (dân tộc Mường, Việt Nam).

## Đặc điểm thực vật học
Xạ đen thuộc loại cây dây leo thân gỗ, nhánh cây buông ra leo bám dài, mọc thành búi, dễ trồng. Thân cây dạng dây dài 3-10m. Cành tròn, lúc non có màu xám nhạt, không có lông, sau chuyển sang màu nâu, có lông, về sau có màu xanh. Phiến lá hình bầu dục xoay ngược, thường có 7 cặp gân phụ, bìa có răng thấp, mặt lá không có lông, lá không rụng theo mùa, cuống lá dài 5 - 7mm. Chùm hoa ở ngọn hay ở nách lá, dài 5 – 10 cm. Cuống hoa 2 - 4mm. Hoa mẫu 5. Cánh hoa trắng, Hoa cái có bầu 3 ô. Quả nang hình trứng, dài cỡ 1 cm, nổ thành 3 mảnh. Hạt có áo hạt màu hồng. Ra hoa tháng 3 - 5; Ra quả tháng 8 - 12.
Xạ đen châu Âu Celastrus hindsii chỉ phân bổ Ninh Bình, Quảng Bình, Quảng Trị, Thừa Thiên Huế. 

## Thành phần
Thành phần của cây xạ đen gồm có các hợp chất như axit rosmarinic, terpenoid, alkaloid, phenolics và flavonoid, α-amyrin và β-amyrin

## Tác dụng
Xạ đen có tác dụng chữa bệnh như thông kinh, lợi tiểu, chữa ung nhọt và lở loét, phòng ngừa ung thư, tiêu viêm, mát gan mật, giúp cơ thể loại trừ độc tố.
Theo Đông y, cây xạ đen có vị đắng chát, tính hàn, có tác dụng hữu hiệu trong điều trị mụn nhọt, tiêu viêm, giải độc, những người mắc huyết áp cao, giảm tiết dịch, tăng cường sức đề kháng của cơ thể.
Cây xạ đen Châu Âu có tác dụng ức chế tế bào ung thư, đã được chứng minh bởi nhiều nghiên cứu trên thế giới, trong đó có nghiên cứu của Viện Hóa học – Viện Hàn lâm Khoa học và Công nghệ Việt Nam, Học viện Quân y...